# Calliphora
Calliphora är ett släkte av tvåvingar. Calliphora ingår i familjen spyflugor.

## Bildgalleri

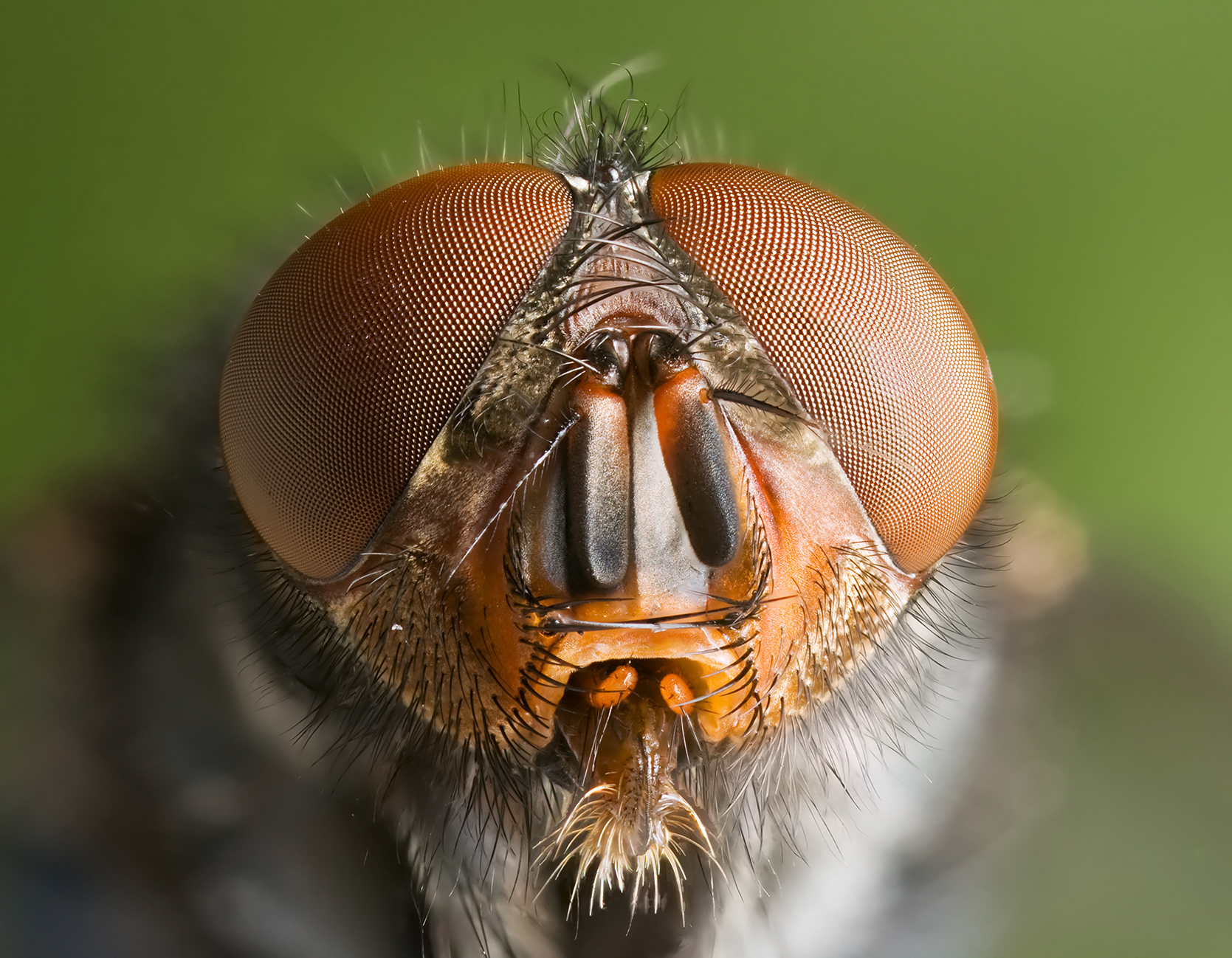
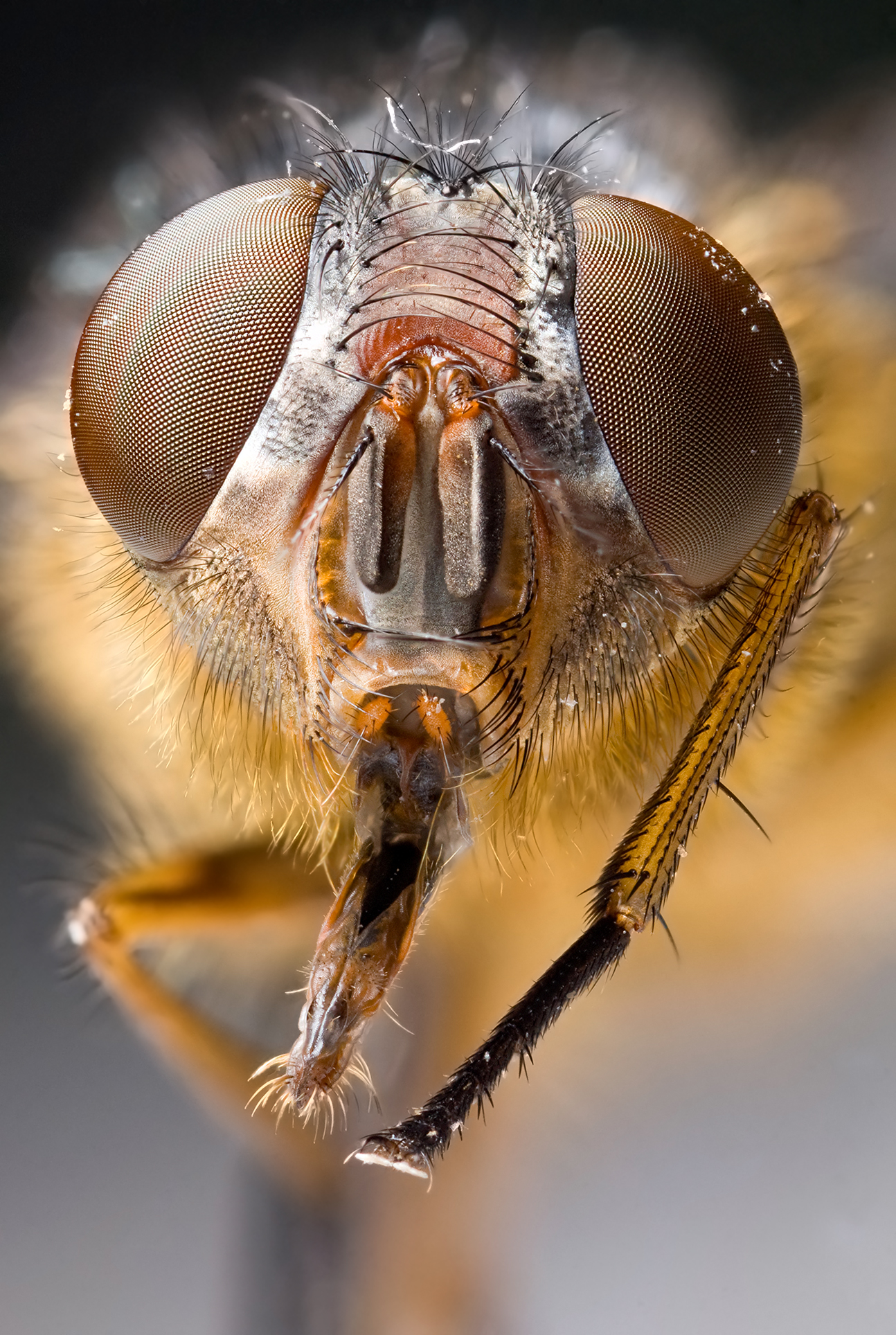

## Dottertaxa tillCalliphora, i alfabetisk ordning[1][2]
- Calliphora abina
- Calliphora acutangula
- Calliphora alaskensis
- Calliphora albifrontalis
- Calliphora aldrichia
- Calliphora algira
- Calliphora alpina
- Calliphora anana
- Calliphora antojuanae
- Calliphora argentina
- Calliphora arta
- Calliphora aruspex
- Calliphora atripalpis
- Calliphora augur
- Calliphora autissiodorensis
- Calliphora axata
- Calliphora bezzi
- Calliphora bezzii
- Calliphora bryani
- Calliphora calcedoniae
- Calliphora calliphoroides
- Calliphora canimicans
- Calliphora centralis
- Calliphora chinghaiensis
- Calliphora clementei
- Calliphora collini
- Calliphora coloradensis
- Calliphora croceipalpis
- Calliphora deflexa
- Calliphora dichromata
- Calliphora dubia
- Calliphora echinosa
- Calliphora erectiseta
- Calliphora erythrocephala
- Calliphora espiritusanta
- Calliphora forresti
- Calliphora franzi
- Calliphora fulviceps
- Calliphora fulvicoxa
- Calliphora fuscipennis
- Calliphora fuscofemorata
- Calliphora genarum
- Calliphora gilesi
- Calliphora grahami
- Calliphora gratiosa
- Calliphora gressitti
- Calliphora grunini
- Calliphora hasanuddini
- Calliphora hilli
- Calliphora himalayana
- Calliphora javanica
- Calliphora kanoi
- Calliphora kermadeca
- Calliphora lata
- Calliphora latifrons
- Calliphora leucosticta
- Calliphora livida
- Calliphora loewi
- Calliphora lopesi
- Calliphora lordhowensis
- Calliphora macleayi
- Calliphora maestrica
- Calliphora malayana
- Calliphora maritima
- Calliphora mogii
- Calliphora montana
- Calliphora montevidensis
- Calliphora morticia
- Calliphora mumfordi
- Calliphora nigribarbis
- Calliphora nigrithorax
- Calliphora norfolka
- Calliphora nothocalliphoralis
- Calliphora ochracea
- Calliphora onesioidea
- Calliphora papuensis
- Calliphora paradoxa
- Calliphora pattoni
- Calliphora peruviana
- Calliphora phacoptera
- Calliphora philippiana
- Calliphora popoffana
- Calliphora porphyrina
- Calliphora praepes
- Calliphora prosternalis
- Calliphora quadrimaculata
- Calliphora rectinervis
- Calliphora rohdendorfi
- Calliphora rostrata
- Calliphora ruficornis
- Calliphora rufipalpis
- Calliphora rufipes
- Calliphora salivaga
- Calliphora simulata
- Calliphora sinensis
- Calliphora splendens
- Calliphora splendida
- Calliphora stelviana
- Calliphora sternalis
- Calliphora stygia
- Calliphora stylifera
- Calliphora subalpina
- Calliphora suturata
- Calliphora tasmanensis
- Calliphora tasmaniae
- Calliphora terraenovae
- Calliphora tianshanica
- Calliphora toxopeusi
- Calliphora transmarina
- Calliphora uralensis
- Calliphora varifrons
- Calliphora vicina
- Calliphora viridescens
- Calliphora vomitoria
- Calliphora xanthura
- Calliphora zaidamensis